# Gare du Palais
Gare du Palais ("Estação do Palácio") é uma estação ferroviária e rodoviária em Cidade de Quebec, Quebec, Canadá. O nome deriva da proximidade com a antiga localização do Palácio do Intendente da Nova França. A estação é servida pela Via Rail, ferrovia nacional de passageiros do Canadá, e pela empresa privada de ônibus Orléans Express.
Construída em 1915 pela Canadian Pacific Railway, a estação de dois andares no estilo châteauesque é similar em design ao Château Frontenac. A estação ficou sem serviço ferroviário de passageiros entre 1976 e 1985, reabrindo como o terminal leste dos serviços do Corredor Quebec-Windsor da Via Rail. Foi designada como uma Estação Ferroviária Patrimonial em 1992.

## História

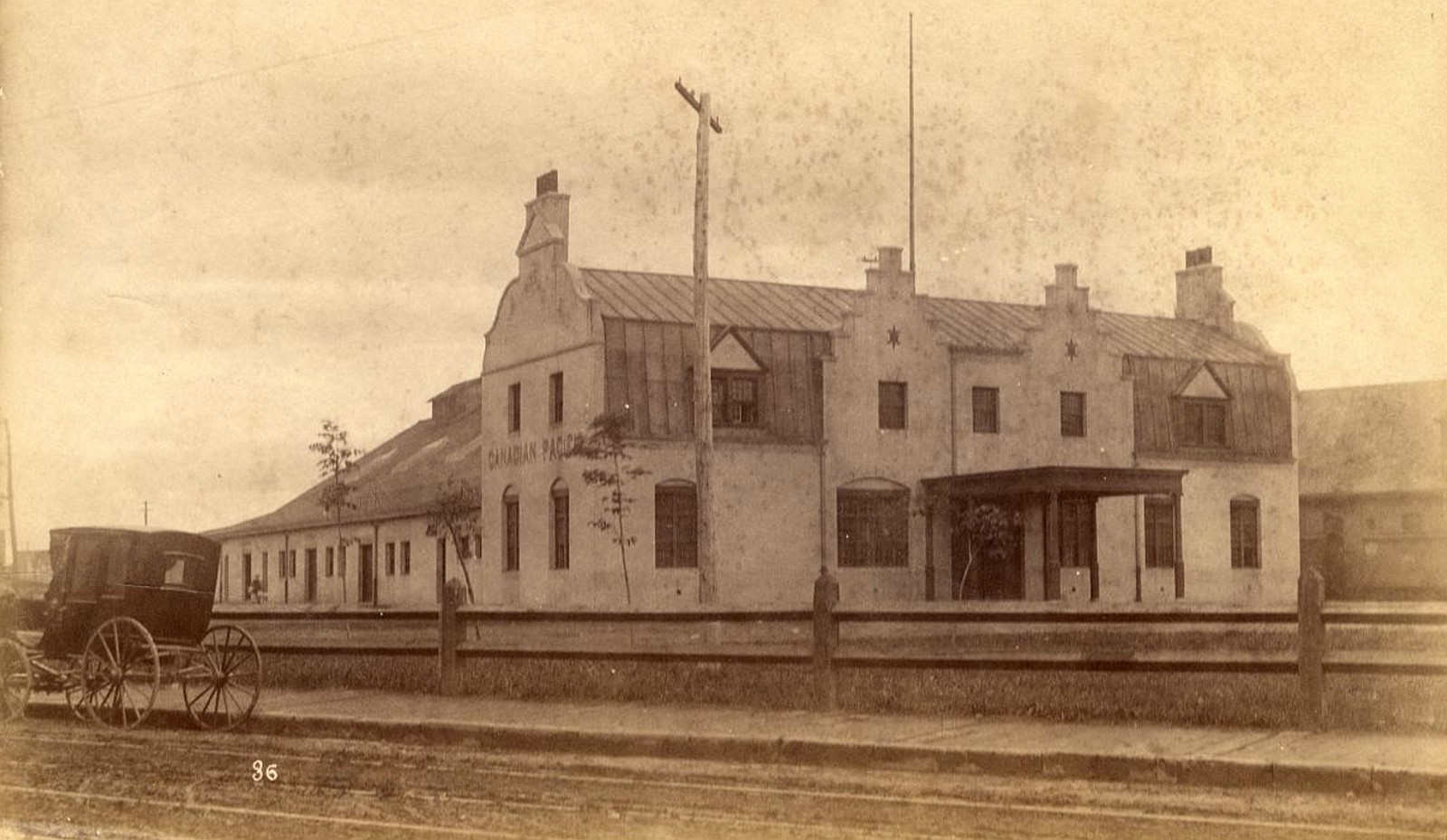
Estação Palais em 1894

Desde 1850, a revolução ferroviária estava se expandindo por Quebec e todo o Canadá. A Cidade de Quebec permaneceu isolada na margem norte do Rio São Lourenço; duas empresas privadas faliram por falta de financiamento, enquanto a Grand Trunk Railway fazia lobby contra a possível concorrência em Londres. Finalmente, a Cidade de Quebec concedeu $1 milhão à North Shore Railway (NSR) para conectar Quebec e Montreal por trilhos. Por volta de 1872, a NSR construiu a primeira Estação Palais. Em 1875, a falta de fundos levou a NSR a transferir seus ativos para o governo de Quebec, que fundou a Quebec, Montreal, Ottawa & Occidental Railway (QMO&OR). Até o final de 1877, a QMO&OR havia construído a ferrovia entre Quebec e Ottawa.
Em 1915, a CPR construiu a estação atual, projetada pelo arquiteto H. E. Prindel no estilo "Château de la Loire". "O exterior do edifício foi feito de granito Argenteuil, calcário Deschambault e tijolo Citadel com telhados inclinados de cobre. Uma janela de 40 pés sobre a entrada continha os brasões de sete dos nomes históricos de Quebec: Montmagny, de Tracy, Beauharnois, Montcalm, Wolfe, Frontenac e Talon. Na base de suas torres estavam cartuchos com a flor-de-lis francesa, a rosa Tudor, o cardo escocês e o trevo irlandês, respectivamente. No alto do telhado havia um relógio ornamental com um mostrador de oito pés de diâmetro, encimado pelos brasões da cidade".

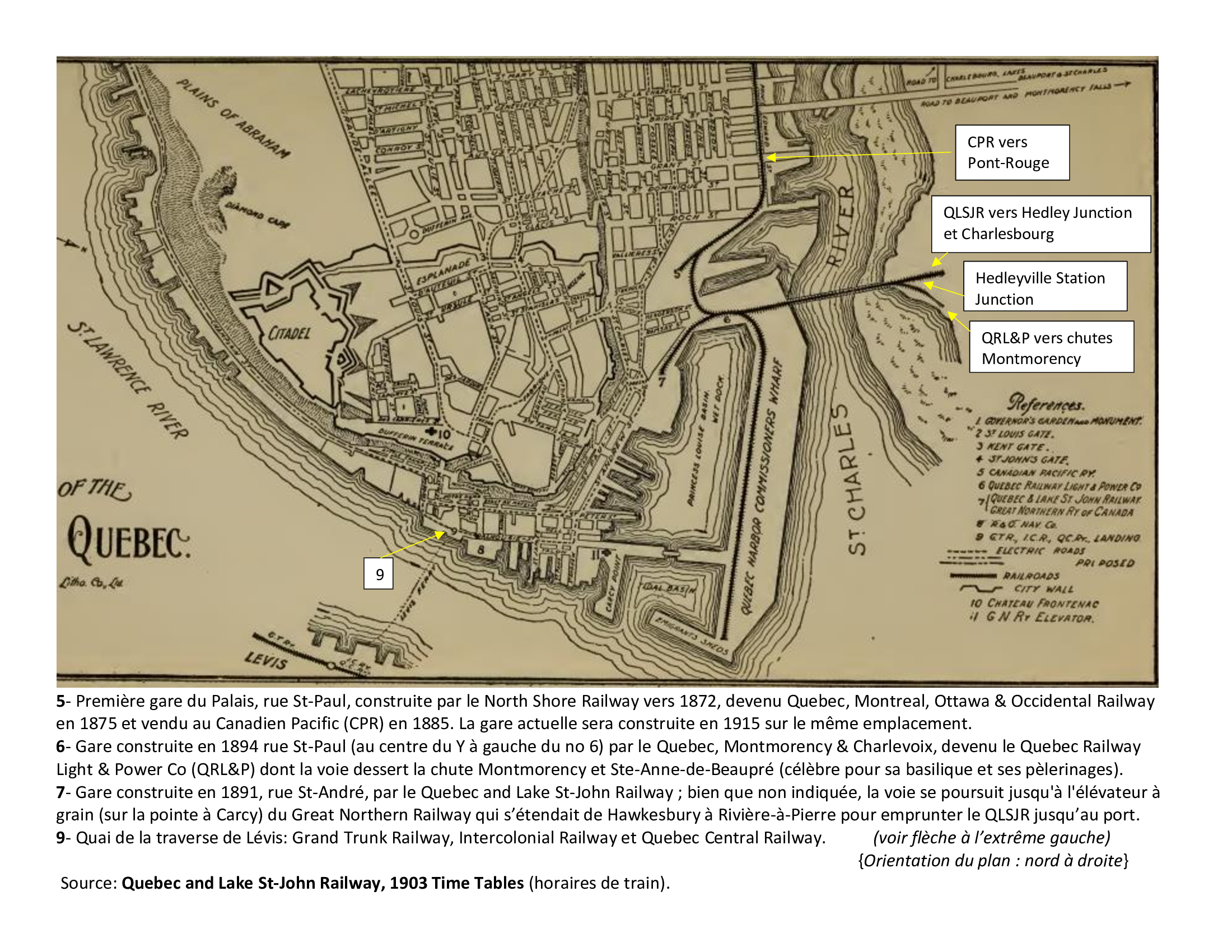
Mapa de 1903 das 3 estações próximas

Após a construção da Ponte de Quebec em 1917, a Estação Palais foi chamada de Estação União, pois a Canadian Pacific compartilhava as instalações com a National Transcontinental Railway e a Quebec Central Railway. Em 1976, a estação foi expropriada pela cidade para a construção da autoestrada Dufferin-Montmorency. Os trilhos foram removidos até a parada de Cadorna, e a estação foi reaberta em 1985 após uma reforma de Predefinição:CAD.

## Origem do nome
A estação leva o nome da Rue du Palais, que foi nomeada em homenagem ao palácio (agora destruído) do Intendente da Nova França. A entrada principal da estação agora fica na Rue de la Gare-du-Palais (nome alterado em 1986).

## Terminal Rodoviário

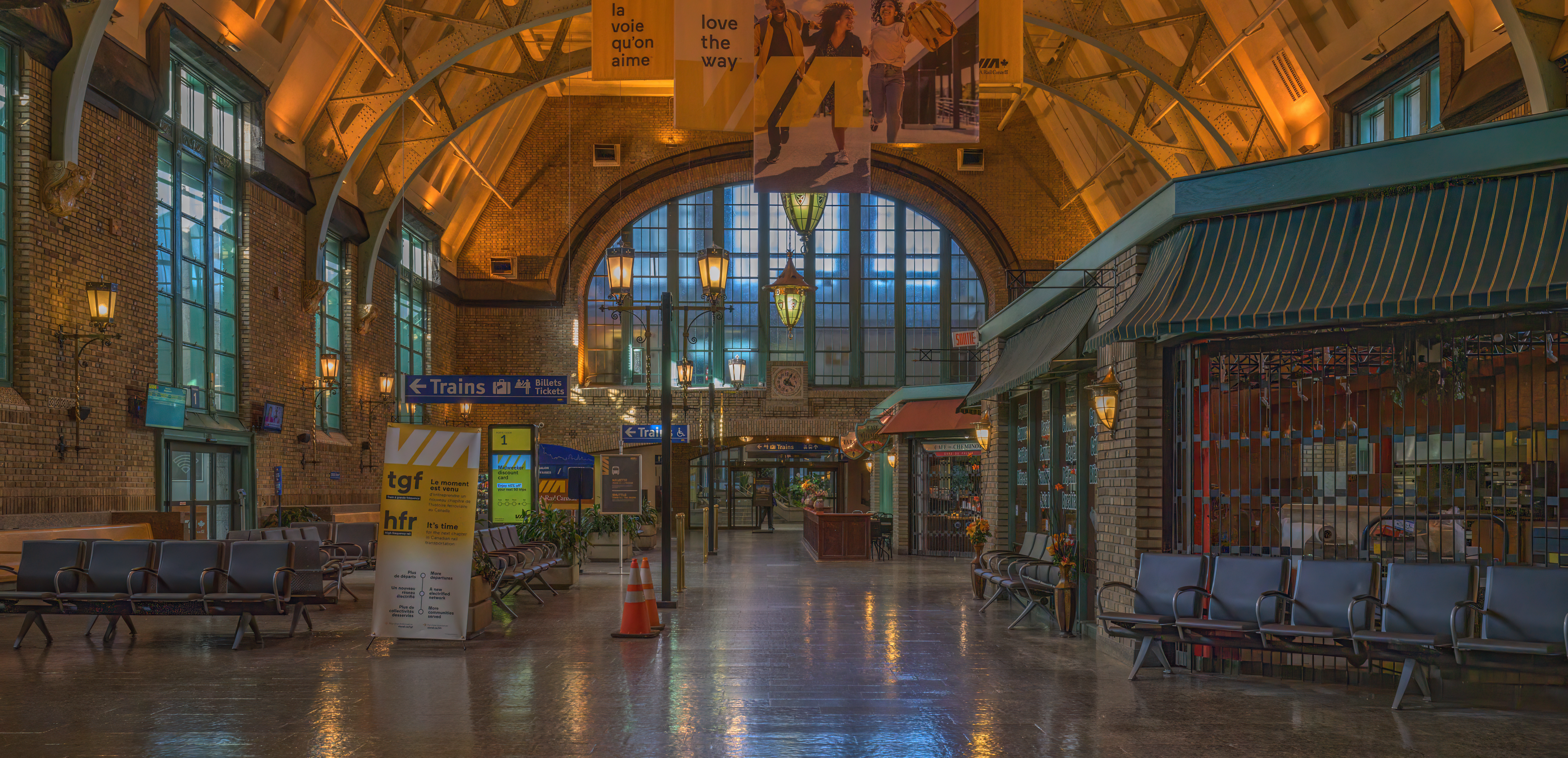
Interior da Gare du Palais

A Gare du Palais é o terminal rodoviário intermunicipal do centro da Cidade de Quebec.
| Ônibus Intermunicipais   | Ônibus Intermunicipais                                               |
| Empresa de Ônibus        | Destinos                                                             |
| ------------------------ | -------------------------------------------------------------------- |
| Autocars Orléans Express | Bas-Saint-Laurent, Saguenay–Lac-Saint-Jean, Gaspésie, Nova Brunswick |
| Intercar                 | Saguenay–Lac-Saint-Jean, Mauricie                                    |
| Autobus Maheux           | Abitibi-Témiscamingue                                                |

## Referencias
1. 1 2 3  «Rue du Palais, fiche no 1064, toponymes, ville de Québec». Ville de Québec (em francês)
2. ↑  «Heritage Railway Stations - List of designated stations in Quebec». Historic Sites and Monuments Board of Canada. 17 de março de 2006. Consultado em 16 de maio de 2010. Arquivado do original em 1 de novembro de 2006
3. ↑  Smith, Dough (dezembro de 1985). «Palais Station Reopens» (PDF). Branchline. 24 (11): 11. Consultado em 5 de agosto de 2017
4. ↑  «Fiche : Gare-du-Palais, Rue de la». Ville de Québec. Consultado em 10 de junho de 2023
5. ↑  «Gare du Palais / Terminus d'autobus de gare du Palais | Bus and rail stations Québec City Borough of la Cité - Limoilou | Bus»